# The Grand Vizier’s Garden Party
«The Grand Vizier’s Garden Party» (с англ. — «Приём в саду у великого визиря») — трёхчастная инструментальная композиция группы Pink Floyd с альбома 1969-го года Ummagumma, написанная и исполненная Ником Мейсоном. Представлена на диске со студийными записями на второй стороне LP вторым по счёту треком после «The Narrow Way», Parts 1—3. Композиция является одной из четырёх сольных работ каждого из участников группы на студийном диске альбома Ummagumma. Как и остальные музыканты Pink Floyd Мейсон посвятил большую часть своей композиции музыкальным экспериментам. Полностью на концертах «The Grand Vizier’s Garden Party» не исполнялась, только небольшой фрагмент из этой композиции под названием «Doing It!» был использован Pink Floyd в концертном туре The Man and The Journey (как часть сюиты «The Man»).

## Части композиции
Композиция «The Grand Vizier’s Garden Party» разделена на три части:
1. «Entrance» (рус. Вход) — 1:00
2. «Entertainment» (рус. Развлечение) — 7:06
3. «Exit» (рус. Выход) — 0:38

Первая и третья короткие части композиции представляют собой соло на флейте, сыгранное Линди Мейсон. Вторая, самая продолжительная, основная часть состоит из экспериментально-авангардных музыкальных фрагментов, сыгранных на ударных инструментах, в том числе и с электронными эффектами.

## Участники записи
- Ник Мейсон — ударные, звуковые эффекты;
- Линди Мейсон (Lindy Mason) — флейта.